# Xa lộ Liên tiểu bang 69
Xa lộ Liên tiểu bang 69 (tiếng Anh: Interstate 69 hay viết tắt là I-69) là một xa lộ liên tiểu bang tại Hoa Kỳ gồm có những phần không dính liền nhau và một đoạn đường gốc liên tục từ thành phố Indianapolis của tiểu bang Indiana đi theo hướng đông bắc đến biên giới Canada trong thành phố Port Huron, Michigan.  Những phần tách biệt còn lại được hoàn thành và cắm biển khá phức tạp hay những phần đường không cắm biển dấu của một đoạn đường dài ở phía tây nam đi đến biên giới México trong tiểu bang Texas. Đoạn đường kéo dài này có biệt danh là Siêu xa lộ NAFTA vì nó giúp giao thương với Canada và México được khuyến khích bởi Hiệp định Thương mại Tự do Bắc Mỹ. Nó gồm có ba mảng xa lộ ngắn không nối liền nhau: thứ nhất là một đoạn dài 6,2 dặm (10,0 km) gần thành phố Corpus Christi, Texas, thứ hai là một đoạn nằm trong vùng tây bắc tiểu bang Mississippi và trong khu vực thành phố Memphis, Tennessee, và thứ ba là một đoạn dài 1,73 dặm gần thành phố Evansville, Indiana.  Cả ba đoạn ngắn này được xây mới hay nâng cấp và được cắm biển là I-69. Đoạn thứ tư của I-69 đi qua tiểu bang Kentucky dài 145 dặm (232 km), sử dụng hệ thống xa lộ cao tốc sẵn có của tiểu bang và một đoạn đường của Xa lộ Liên tiểu bang 24, đã được thiết lập dựa theo luật liên bang năm 2008 nhưng Cơ quan Quản trị Xa lộ Liên bang đã không cho phép các xa lộ cao tốc hiện có của tiểu bang được cắm biển là I-69 cho đến khi một vài đoạn nào đó của chúng được nâng cấp. Một đoạn dài 55 dặm (88,5 km) thuộc xa lộ cao tốc hiện có của Kentucky từ Eddyville đến Nortonville được chấp thuận và cắm biển I-69 vào cuối năm 2011.
Điểm đầu phía nam của đoạn đường gốc nằm tại Xa lộ Liên tiểu bang 465, đây là xa lộ vành đai quanh thành phố Indianapolis bên phía đông bắc thành phố. I-69 đi về hướng đông bắc qua Anderson, Muncie, Marion, và Fort Wayne, Indiana; thành phố sau cuối được phục vụ bởi Xa lộ Liên tiểu bang 469 là xa lộ phụ trợ hiện tại duy nhất có cắm biển dấu. Sau khi băng qua Lộ thu phí Indiana (I-80/I-90) gần Angola, I-69 vào tiểu bang Michigan, băng qua I-94 ở phía đông Battle Creek và nhập với I-96 một đoạn ở phía tây thành phố Lansing. Ngay nơi tách khỏi I-96, I-69 quay hướng đông, và đi lên phía bắc thành phố Lansing và qua Flint đến một điểm giao cắt với I-94 ngay bên ngoài địa giới thành phố Port Huron. Mảng cuối cùng của I-69 trùng với I-94 đẫn đến Cầu Blue Water bắt ngang Sông St. Clair là nơi xe cộ tiếp tục đi trên Xa lộ Ontario 402 trong tỉnh bang Ontario.
Việc đề xuất nối dài xa lộ gồm có sự kết hợp Hành lang 18 và Hành lang 20 thuộc Hệ thống Quốc lộ như Đạo luật Hữu hiệu Giao thông Đường bộ Liên phương tiện năm 1991 đã ấn định. Tuy nhiên hành lang xa lộ được liên bang công nhận cũng bao gồm cơ sở hạ tầng kết nối và hiện có trong đó gồm có Xa lộ Liên tiểu bang 94 giữa thành phố Chicago và Port Huron và một số xa lộ nhánh ngắn từ I-69. Trong số các xa lộ nhánh ngắn được đề xuất là nối dài Xa lộ Liên tiểu bang 530 từ Pine Bluff, Arkansas, nâng cấp Quốc lộ Hoa Kỳ 59 từ thành phố Texarkana, Texas, và xây xa lộ tách tại miền nam Texas để phục vụ ba cửa khẩu biên giới tại Laredo, Pharr, và Brownsville.
Vào tháng 8 năm 2007, I-69 được Bộ Giao thông Hoa Kỳ lựa chọn làm một trong số sáu hành lang xa lộ tương lai. Điều này có nghĩa là nó đủ điều kiện nhận tài trợ phụ trội từ liên bang.

## Mô tả xa lộ

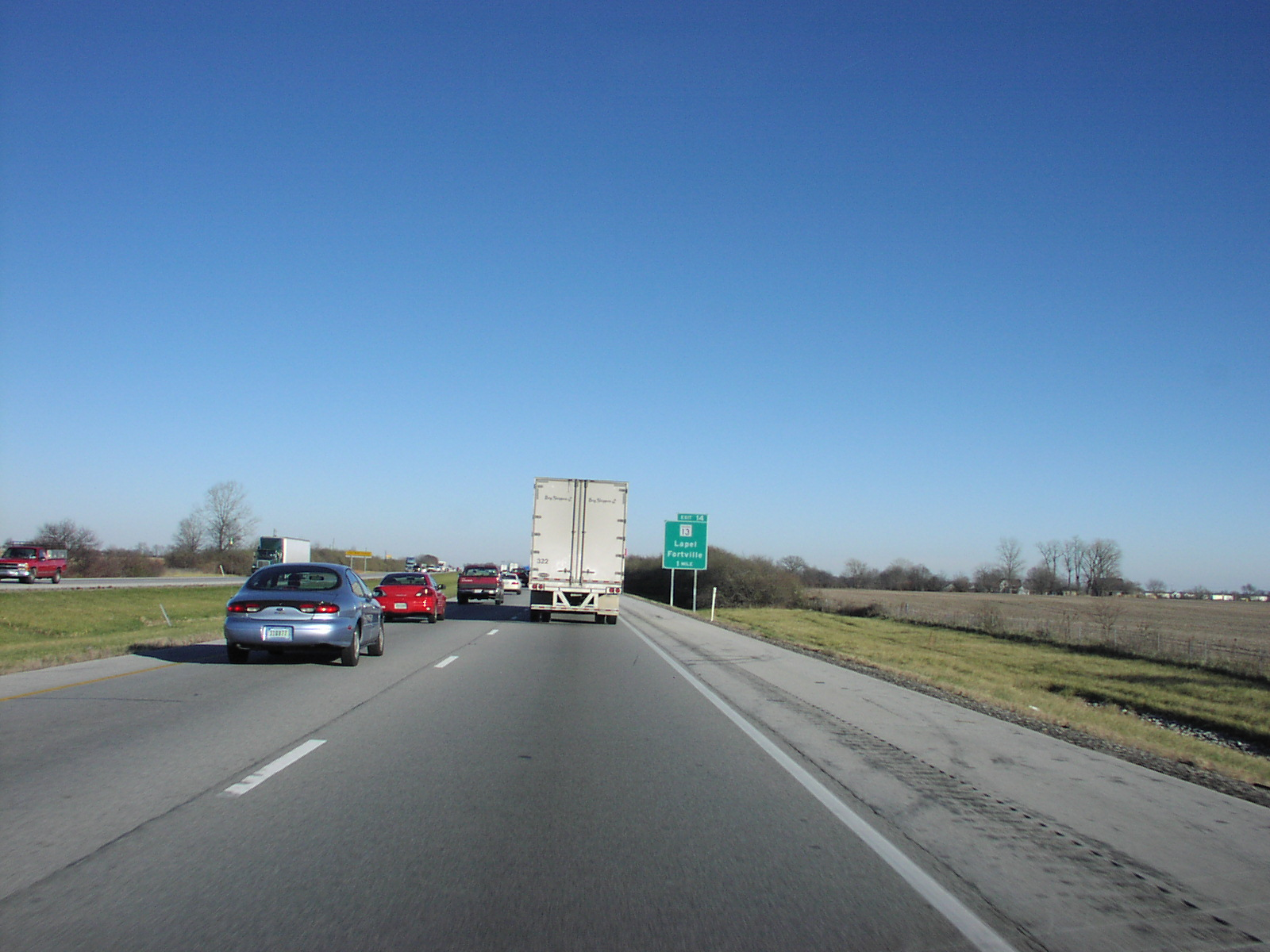
Xa lộ Liên tiểu bang 69 ngay bên ngoài thành phố Indianapolis gần Pendleton, Indiana

I-69 hiện nay tồn tại trong ba đoạn khác nhau: đoạn đường gốc (sau đó có nối dài) hoàn toàn được hoàn thành từ thành phố Indianapolis, Indiana đến Cầu Blue Water tại Port Huron, Michigan, đoạn dài 1,73 dặm (2,78 km) từ I-64/I-164 đến Lộ Tiểu bang Indiana 68 (SR 68) trong vùng tây nam tiểu bang Indiana, và một đoạn dài 42 dặm (68 km) từ Tunica Resorts, Mississippi đến nút giao thông khác mức I-40/I-69/TN-300 trong thành phố Memphis, Tennessee.
I-69 mới nằm trong tiểu bang Mississippi và tiểu bang Tennessee bắt đầu tại một điểm giao cắt cùng mặt lộ với con đường cũ của Xa lộ Mississippi 304 nằm trong Banks, Quận Tunica.  Nó tiếp tục đi theo hướng bắc-đông bắc, đi vào trong Quận DeSoto đến một nút giao thông với con đường hiện tại của MS 304, rồi chạy theo hướng đông đến một nút giao thông lập thể với I-55 tại phía bắc Hernando.  Sau đó nó tiếp tục hướng bắc, chạy trùng I-55 đến ranh giới tiểu bang Tennessee, và tiếp tục hướng bắc cùng với I-55 đến phía nam của thành phố Memphis.  Sau đó nó đi theo I-240 về hướng bắc qua phố chính trước khi nhập vào I-40.  Hiện nay, điểm cuối phía bắc của đoạn này thuộc I-69 nằm ở nút giao thông I-40/I-69/TN-300 trên phía bắc thành phố Memphis.
Đoạn mới của Xa lộ Liên tiểu bang 69 tại miền nam tiểu bang Indiana hiện nay bắt đầu tại nút giao thông I-64/I-164/SR 57 ở phía bắc thành phố Evansville.
Đoạn truyền thống của Xa lộ Liên tiểu bang 69 trong tiểu bang Indiana bắt đầu tại một nút giao thông lập thể với I-465 tại phía đông bắc Indianapolis, chạy theo hướng đông bắc đến gần Anderson là nơi nó quay sang hướng đông để tạo lối gián tiếp đến Muncie trước quay sang hướng bắc hơn để đến Fort Wayne.  Tại Fort Wayne, I-69 gần như chạy dọc theo rìa phía tây của thành phố trong khi xa lộ phụ của nó là I-469 đi vòng ngang phía đông thành phố.  I-69 tiếp tục hướng bắc đến Lộ thu phí Indiana Đông-Tây gần Fremont, rồi băng qua ranh giới vào tiểu bang Michigan ngay phía nam Kinderhook.
I-69 trong tiểu bang Michigan chạy hướng bắc qua Coldwater và Marshall. Gần Olivet, I-69 bắt đầu quay hướng đông bắc đi qua vúng đô thị Lansing. Tại đây, I-69 được cắm biển cùng với I-96. I-69 được cắm biển là xa lộ đông-tây từ thành phố Lansing đi qua Flint đến Port Huron. Tại điểm đầu phía đông, I-69 nhập vào I-94 để qua cầu Blue Water tại biên giới Canada bắc qua Sông St. Clair.

## Các xa lộ phụ trợ
- Xa lộ Liên tiểu bang 269 (trong hai tiểu bang Tennessee/Mississippi) - đang xây
- Xa lộ Liên tiểu bang 369 (tiểu bang Kentucky) - dự định xây
- Xa lộ Liên tiểu bang 469 (tiểu bang Indiana)